# واتوغا
واتوغا (بالإنجليزية: Watauga, Texas)‏ هي مدينة تقع في مقاطعة تارانت، تكساس بولاية تكساس في شمال شرق الولايات المتحدة. تبلغ مساحة هذه المدينة 10.8 (كم²)، وترتفع عن سطح البحر 185 م، بلغ عدد سكانها 23497 نسمة في عام 2010 حسب إحصاء مكتب تعداد الولايات المتحدة .

## وصلات خارجية
- The US50 - Cities and Towns in Texas State